# Nyctaginaceae
Le Nictaginacee (Nyctaginaceae ) sono una Famiglia di piante dell'ordine Caryophyllales.
Alla famiglia appartengono piante ornamentali quali le Bougainvillea e la "bella di notte" (Mirabilis jalapa).

## Tassonomia
La famiglia comprende i seguenti generi:
- Abronia Juss.
- Acleisanthes A.Gray
- Allionia L.
- Andradea Allemão
- Anulocaulis Standl.
- Belemia Pires
- Boerhavia Vaill. ex L.
- Bougainvillea Comm. ex Juss.
- Caribea Alain
- Ceodes J.R.Forst. & G.Forst.
- Cephalotomandra H.Karst. & Triana
- Colignonia Endl.
- Commicarpus Standl.
- Cryptocarpus Kunth
- Cuscatlania Standl.
- Cyphomeris Standl.
- Guapira Aubl.
- Leucaster Choisy
- Mirabilis Riv. ex L.
- Neea Ruiz & Pav.
- Neeopsis Lundell
- Nyctaginia Choisy
- Okenia Schltdl. & Cham.
- Phaeoptilum Radlk.
- Pisonia Plum. ex L.
- Pisoniella Standl.
- Ramisia Glaz. ex Baill.
- Reichenbachia Spreng.
- Rockia Heimerl
- Salpianthus Bonpl.
- Tripterocalyx (Torr.) Hook.